# ニシキベラ
ニシキベラ（学名：Thalassoma cupido）は、スズキ目ベラ科ニシキベラ属の1種に分類される魚類。海水魚。

## 分布
太平洋西部の、日本の本州中部以南から朝鮮半島沿海、台湾沿海までの海域。インド洋東部。

## 形質
体長は約20センチメートル。体色は非常に派手で特徴的である。背面は緑色、腹面は藍色で、体側には暗赤色の縦帯が伸びる。眼のまわりには紅褐色の斑紋がある。背鰭・臀鰭・尾鰭は青色であるが、それぞれに暗色の横帯がある。
沿岸の岩礁に生息する。

## 近縁種
- Thalassoma amblycephalum (Bleeker, 1856)
  - （英名）blunt-headed wrasse, blue-headed wrasse, blue-headed zoe, moon wrasse, paddle-fin wrasse, two-tone wrasse
  - （和名）コガシラベラ
  - （分布）太平洋とインド洋。
- Thalassoma hardwicke (J. W. Bennett, 1830)
  - （英名）sixbar wrasse, six-banded wrasse
  - （和名）セナスジベラ
  - （分布）太平洋とインド洋。
- Thalassoma jansenii (Bleeker, 1856)
  - （英名）Jansen's wrasse
  - （和名）ヤンセンニシキベラ
  - （分布）紀伊半島以南。
- Thalassoma lunare (Linnaeus, 1758)
  - （英名）moon wrasse, crescent wrasse, lyretail wrasse
  - （和名）オトメベラ
  - （分布）紀伊半島以南。
- Thalassoma lutescens (Lay et E. T. Bennett, 1839)
  - （英名）yellow-brown wrasse
  - （和名）ヤマブキベラ
  - （分布）紀伊半島以南と小笠原諸島周辺海域。
- Thalassoma purpureum (Forsskål, 1775)
  - （英名）surge wrasse, green-blocked wrasse, purple wrasse, red and green wrasse
  - （和名）キヌベラ
  - （分布）三重県以南と小笠原諸島周辺海域。

## 人間との関係

### 食用
ササノハベラやキュウセンなど、同じベラ科で大きめの魚は、西日本では美味しい食用魚として知られており、高級魚というイメージがある。ニシキベラも味については同じで、美味な魚である。日本の瀬戸内地方では食用にしており、剥がしにくい硬い鱗をそのまま利用して蒸し焼きにし、皮と鱗を一緒に剥がしながら中身を食べる。身のほぐれが良いのも特徴の一つで、“野食ハンター”茸本朗はこれに近い食感を「アジの干物の身のほぐれの良さ」に例えた。東日本では、西日本とは違ってベラの仲間の味の良さが全く知られておらず、また、熱帯魚のように派手な体色が「食べ物として美味しくない」という日本人にありがちな先入観も手伝ってか、むしろ不味いと思われており、全く食べられていない。ただ、美味しいと言ってもニシキベラは小魚である。そのせいで商業ベースには乗らず、ほとんどの地域では利用されない。当然、積極的に漁獲されることも無い。

### 観賞用
色が鮮やかなので飼育されることがある。